# Otto Joachim Moltke
Otto Joachim Moltke, född 1770 i Köpenhamn, död 1853 på Espe gods, var en dansk greve och politiker. Han var son till Adam Gottlob Moltke.
Moltke blev 1804 direktör i räntekammaren, 1813 president i Slesvig-Holstein-Lauenborgska kansliet, 1824 geheimestatsminister, tog avsked 1842 och var därefter godsägare på Espe gods. Moltke var en duglig och plikttrogen ämbetsman, sin kung och den danska monarkin hängiven, fientlig mot Slesvig-Holsteinismen. Hans inflytande på Fredrik VI var betydande, och han spelade en huvudroll vid planerna på och utarbetandet av ständerordningen 1831-34. Tillsammans med Poul Christian Stemann genomförde han, att Slesvig och Holstein fick var sin ständerförsamling.